# Lyperanthus
Lyperanthus é um género botânico pertencente à família das orquídeas (Orchidaceae).

## Espécies
1. Lyperanthus serratus Lindl., Gen. Sp. Orchid. Pl.: 393 (1840)
2. Lyperanthus suaveolens R.Br., Prodr.: 325 (1810)